# Романова, Ирина Александровна
Ирина Александровна Романова (3 [15] июля 1895, Петергоф, Санкт-Петербургская губерния — 26 февраля 1970, XVI округ Парижа, Франция) — княжна императорской крови, в замужестве — княгиня Юсупова, графиня Сумарокова-Эльстон.

## Биография

### Происхождение и детство
Была первенцем и единственной дочерью великого князя Александра Михайловича и великой княгини Ксении Александровны, племянницей императора Николая II, приходясь, таким образом, по матери внучкой Александру III, а по отцу — правнучкой Николаю I.
Родилась 3 июля 1895 года на Собственной Ея Императорского Величества даче «Александрия» (Петергоф), о чём извещалось Именным Высочайшим указом от того же дня; крещена 12 июля того же года в дворцовой церкви Александрии, в числе её восприемников были император Николай II и императрица Мария Феодоровна.
Её родители с 1906 года часто проводили время на юге Франции, поэтому в семье Ирину звали Irène (Ирэн) на французский манер.

### Замужество
В 1913 году Александр Михайлович завёл разговор с семьёй Юсуповых о свадьбе своей дочери Ирины и их сына Феликса Феликсовича Юсупова, и они согласились. Её будущий муж, князь Феликс Юсупов, граф Сумароков-Эльстон, был одним из богатейших людей того времени. После гибели в 1908 его старшего брата Николая он стал единственным наследником фамильного состояния Юсуповых. Феликс был очень противоречивым и эпатажным человеком. Ему нравилось одеваться в женскую одежду, скандализируя общество, при этом он был искренне религиозен и готов помочь другим. Когда родители Ирины и бабушка, вдовствующая императрица Мария Фёдоровна, узнали слухи о Феликсе, то даже хотели отменить свадьбу. Большинство из историй, которые они слышали, были связаны с великим князем Дмитрием Павловичем, родственником Ирины. О Феликсе и Дмитрии говорили как о любовниках.
Венчание состоялось в феврале 1914 года в церкви Аничкова дворца. Была организована пышная свадьба, на которую поздравить молодых прибыла императорская семья и весь свет Петербурга. В середине дня в парадной карете к Аничковому Дворцу подъехала невеста с родителями и братом князем Василием Александровичем. С собственного подъезда княжна Ирина Александровна с родителями проследовала в Красную гостиную, где император Николай II и вдовствующая императрица Мария Фёдоровна благословили невесту к венцу. Жених князь Феликс Феликсович Юсупов прибыл на собственный подъезд дворца. Гости шествовали в церковь из жёлтой гостиной, через танцевальный зал и приёмные комнаты.
На свадьбе Ирина была в простом платье, вместо традиционного придворного платья, в котором другие невесты Романовых выходили замуж, так как она была не Великой Княжной, а Княжной Императорской Крови — её отец был только внуком императора Николая Первого, и поэтому его дети, правнуки императора, не получали великокняжеского титула. На церемонии Ирина носила тиару из алмазов и горного хрусталя, которая была получена от фирмы Картье, и кружевную вуаль, принадлежавшую когда-то Марии-Антуанетте.
Члены Императорской Фамилии, бракосочетавшиеся с лицами нецарской крови, были обязаны подписать отречение от прав на престол. Этому правилу подчинилась и Ирина.
У супругов была одна дочь: Ирина Феликсовна Юсупова, родившаяся в Петрограде 21 марта 1915 года.
В 1916 вместе с Пуришкевичем и своим приятелем великим князем Дмитрием Павловичем Феликс стал соучастником убийства Григория Распутина, после чего ему и Ирине пришлось переехать в имение отца Ракитное в Курской губернии.

### В эмиграции
В 1919 году Ирина, в числе других Романовых, находившихся в то время в Крыму, была вывезена в Великобританию в ходе Крымской эвакуации 1919 года на специально посланном для этой цели британском линкоре «Мальборо». Впоследствии переехала во Францию. Ирина и Феликс обосновались и до конца жизни жили в Париже.
В 1934 году Юсуповы выиграли судебный процесс с компанией MGM и отсудили определённую сумму денег. Причиной стал фильм «Распутин и императрица», в котором Ирине (в фильме «принцесса Наташа» — единственная племянница царя) приписывали сексуальную связь с Распутиным. Супруги прожили вместе более 50 лет в счастливом браке.
Умерла через 3 года после смерти мужа, 26 февраля 1970 года в возрасте 74 лет. Её похоронили в могиле матери Феликса — Зинаиды Юсуповой на кладбище Сент-Женевьев-де-Буа, так как денег ещё на одно место на кладбище не нашлось.

### Потомки
Имела единственную дочь — Ирину.

## Награды
В царствование императора Николая II пожалована большим крестом ордена Святой Екатерины.

## Киновоплощение
- «Падение Романовых» (1917) — Полин Керли.
- «Григорий Р.» (2014) — Паулина Андреева.